# You Energy Volley 2019-2020
Questa voce raccoglie le informazioni riguardanti la You Energy Volley nelle competizioni ufficiali della stagione 2019-2020.

## Organigramma societario
Area direttiva
- Presidente: Elisabetta Curti
- Vicepresidente: Giuseppe Bongiorni
- Amministratore: Vittorino Francani, Enrica Cò
- Team manager: Alessandro Clementi
- Segreteria generale: Giacomo Guglieri
- Segreteria esecutiva: Agnese Tozzi
- Direttore generale: Hristo Zlatanov
- Direttore sportivo: Aldo Binaghi
- Responsabile logistica: Giovanni D'Ancona
- Consulente legale: Luca Tosini

Area tecnica
- Allenatore: Andrea Gardini
- Allenatore in seconda: Massimo Botti
- Assistente allenatori: Fabio Storti
- Scout man: Sonia Merli
- Responsabile settore giovanile: Massimo Savi

Area comunicazione
- Ufficio stampa: Giorgia Camoni
- Relazioni esterne: Monica Uccelli
- Responsabile digital: Matteo Ghizzoni
- Rapporto enti pubblici: Elisabetta Curti
- Speaker: Nicola Gobbi

Area marketing
- Ufficio marketing: Bruno Capocaccia
- Responsabile area commerciale: Bruno Capocaccia

Area sanitaria
- Medico: Umberto De Joannon
- Staff medico: Raffaele Conti, Simone Perelli
- Preparatore atletico: Francesco Bianco
- Fisioterapista: Daniele Gualandri, Federico Pelizzari

## Rosa
| N° | Nome                | Ruolo | Data di nascita   | Nazionalità sportiva |
| -- | ------------------- | ----- | ----------------- | -------------------- |
| 1  | Riccardo Copelli    | C     | 16 marzo 1996     | Italia               |
| 2  | Leonardo Scanferla  | L     | 4 dicembre 1998   | Italia               |
| 3  | Alessandro Fei      | O     | 29 novembre 1978  | Italia               |
| 4  | Maximiliano Cavanna | P     | 2 luglio 1988     | Argentina            |
| 6  | Igor Yudin          | S     | 17 giugno 1987    | Russia               |
| 7  | Dragan Stanković    | C     | 18 ottobre 1985   | Serbia               |
| 8  | Dick Kooy           | S     | 3 dicembre 1987   | Italia               |
| 9  | Iacopo Botto        | S     | 22 settembre 1987 | Italia               |
| 10 | Matteo Paris        | P     | 13 settembre 1983 | Italia               |
| 12 | Alexander Berger    | S     | 27 settembre 1988 | Austria              |
| 14 | Alessandro Tondo    | C     | 18 agosto 1991    | Italia               |
| 15 | Fabio Fanuli        | L     | 10 febbraio 1985  | Italia               |
| 18 | Matteo Pistolesi    | P     | 14 marzo 1995     | Italia               |
| 20 | Gabriele Nelli      | O     | 4 dicembre 1993   | Italia               |
| 21 | Petar Krsmanović    | C     | 1º giugno 1990    | Serbia               |

## Mercato
| Acquisti | Acquisti            | Acquisti           | Acquisti   |
| R.       | Nome                | da                 | Modalità   |
| -------- | ------------------- | ------------------ | ---------- |
| S        | Alexander Berger    | Sir Safety Perugia | definitivo |
| S        | Iacopo Botto        | Milano             | definitivo |
| P        | Maximiliano Cavanna | UPCN               | definitivo |
| S        | Dick Kooy           | Dinamo Mosca       | definitivo |
| C        | Petar Krsmanović    | Gazprom-Jugra      | definitivo |
| O        | Gabriele Nelli      | Trentino           | definitivo |
| P        | Matteo Pistolesi    | Mondovì            | definitivo |
| L        | Leonardo Scanferla  | Atlantide Brescia  | definitivo |
| C        | Dragan Stanković    | Lube               | definitivo |

| Cessioni | Cessioni          | Cessioni          | Cessioni   |
| R.       | Nome              | a                 | Modalità   |
| -------- | ----------------- | ----------------- | ---------- |
| O        | Matteo Beltrami   | Busseto           | definitivo |
| C        | Andrea Canella    | Padova            | definitivo |
| P        | Giovanni Ceccato  | Atlantide Brescia | definitivo |
| L        | Mattia Cereda     | Canottieri Ongina | definitivo |
| C        | Giuseppe De Biasi | Canottieri Ongina | definitivo |
| S        | Paolo Ingrosso    | Team Volley       | definitivo |
| S        | Jan Klobučar      | Narbonne          | definitivo |
| S        | Mario Mercorio    | Cisano            | definitivo |
| O        | Giulio Sabbi      | Shanghai          | definitivo |

## Risultati

### Superlega

#### Girone di andata
| 1ª giornata - 20 ottobre 2019 PalaCivitanova, Civitanova Marche            | Lube               | 3 - 0 | You Energy         | 26-24, 27-25, 25-20               |
| 2ª giornata - 26 ottobre 2019 PalaBanca, Piacenza                          | You Energy         | 0 - 3 | Modena             | 24-26, 21-25, 18-25               |
| 3ª giornata - 3 novembre 2019 PalaOlimpia, Verona                          | BluVolley Verona   | 3 - 2 | You Energy         | 25-22, 25-27, 25-23, 18-25, 15-13 |
| 4ª giornata - 10 novembre 2019 PalaBanca, Piacenza                         | You Energy         | 3 - 2 | Callipo            | 25-18, 25-18, 20-25, 36-38, 15-10 |
| 5ª giornata - 13 novembre 2019 PalaTrento, Trento                          | Trentino           | 3 - 1 | You Energy         | 25-20, 25-21, 19-25, 25-14        |
| 6ª giornata - 17 novembre 2019 PalaBanca, Piacenza                         | You Energy         | 3 - 2 | Milano             | 17-25, 25-17, 15-25, 25-22, 15-12 |
| 7ª giornata - 20 novembre 2019 PalaBanca, Piacenza                         | You Energy         | 0 - 3 | Sir Safety Perugia | 22-25, 22-25, 17-25               |
| 9ª giornata - 28 novembre 2019 PalaBanca, Piacenza                         | You Energy         | 3 - 2 | Padova             | 25-22, 29-31, 28-26, 28-30, 15-11 |
| 10ª giornata - 1º dicembre 2019 PalaCoccia, Veroli                         | Argos              | 2 - 3 | You Energy         | 15-25, 25-23, 25-23, 21-25, 14-16 |
| 11ª giornata - 8 dicembre 2019 PalaLido, Milano                            | Powervolley Milano | 3 - 1 | You Energy         | 25-20, 21-25, 25-21, 25-22        |
| 12ª giornata - 14 dicembre 2019 PalaBanca, Piacenza                        | You Energy         | 3 - 2 | Porto Robur Costa  | 22-25, 25-21, 19-25, 25-22, 18-16 |
| 13ª giornata - 22 dicembre 2019 Palazzetto dello Sport, Cisterna di Latina | Top Volley Latina  | 3 - 2 | You Energy         | 25-22, 21-25, 19-25, 25-18, 15-8  |

#### Girone di ritorno
| 14ª giornata - 26 dicembre 2019 PalaBanca, Piacenza           | You Energy         | 0 - 3 | Lube               | 20-25, 15-25, 13-25        |
| 15ª giornata - 16 gennaio 2020 PalaPanini, Modena             | Modena             | 3 - 0 | You Energy         | 25-21, 33-31, 25-23        |
| 16ª giornata - 19 gennaio 2020 PalaBanca, Piacenza            | You Energy         | 3 - 1 | BluVolley Verona   | 25-23, 26-24, 20-25, 25-15 |
| 17ª giornata - 25 gennaio 2020 PalaCalafiore, Reggio Calabria | Callipo            | 0 - 3 | You Energy         | 22-25, 19-25, 21-25        |
| 18ª giornata - 2 febbraio 2020 PalaBanca, Piacenza            | You Energy         | 1 - 3 | Trentino           | 25-23, 22-25, 16-25, 21-25 |
| 19ª giornata - 6 febbraio 2020 Palazzetto dello Sport, Monza  | Milano             | 3 - 1 | You Energy         | 25-23, 25-27, 31-29, 25-23 |
| 20ª giornata - 9 febbraio 2020 PalaEvangelisti, Perugia       | Sir Safety Perugia | 3 - 1 | You Energy         | 23-25, 25-18, 25-22, 25-14 |
| 22ª giornata - 11 marzo 2020 PalaSanLazzaro, Padova           | Padova             | -     | You Energy         | annullata                  |
| 23ª giornata - 8 marzo 2020 PalaBanca, Piacenza               | You Energy         | 3 - 0 | Argos              | 25-0, 25-0, 25-0           |
| 24ª giornata - 14 marzo 2020 PalaBanca, Piacenza              | You Energy         | -     | Powervolley Milano | annullata                  |
| 25ª giornata - 21 marzo 2020 PalaDeAndré, Ravenna             | Porto Robur Costa  | -     | You Energy         | annullata                  |
| 26ª giornata - 29 marzo 2020 PalaBanca, Piacenza              | You Energy         | -     | Top Volley Latina  | annullata                  |

## Statistiche

### Statistiche di squadra
| Competizione | Punti | In casa | In casa | In casa | In trasferta | In trasferta | In trasferta | Totale | Totale | Totale |
| Competizione | Punti | G       | V       | P       | G            | V            | P            | G      | V      | P      |
| ------------ | ----- | ------- | ------- | ------- | ------------ | ------------ | ------------ | ------ | ------ | ------ |
| Superlega    | 21    | 10      | 6       | 4       | 10           | 2            | 8            | 20     | 8      | 12     |
| Totale       | -     | 10      | 6       | 4       | 10           | 2            | 8            | 20     | 8      | 12     |

G = partite giocate; V = partite vinte; P = partite perse